# IC 4689
IC 4689 ist eine Spiralgalaxie vom Hubble-Typ Sa im Sternbild Pfau am Südsternhimmel. Sie ist rund 218 Millionen Lichtjahre von der Milchstraße entfernt und hat einen Durchmesser von etwa 70.000 Lichtjahren.

IC 4689 bildet zusammen mit IC 4686 und IC 4687 ein wechselwirkendes Galaxientrio.
Die Galaxie IC 4689 wurde am 1. August 1904 von dem US-amerikanischen Astronomen Royal Harwood Frost entdeckt.